# Tornei di tennis maschili nel 1957
Prima della nascita della cosiddetta "Era Open" del tennis, ossia l'apertura ai tennisti professionisti dei tornei che prima di quell'anno erano riservati ai tennisti dilettanti. Nel 1957 i tornei si distinguevano in pro e amatoriali: ai primi potevano partecipare solo i giocatori professionisti, mentre ai secondi potevano partecipare solo i tennisti dilettanti. Tutti i tornei più importanti erano amatoriali tra questi c'erano i tornei del Grande Slam: gli Australian Championships, gli Internazionali di Francia, il Torneo di Wimbledon e gli U.S. National Championships.

## Calendario

### Legenda
| Tornei amatoriali       |
| Tornei professionistici |

### Gennaio
| Settimana  | Torneo                                                                                 | Vincitore                               | Finalista                     | Semifinalisti             | Eliminati ai quarti |
| ---------- | -------------------------------------------------------------------------------------- | --------------------------------------- | ----------------------------- | ------------------------- | ------------------- |
| gennaio    | Eastern Province Championships 1957 Port Elizabeth, Sudafrica Singolare - Doppio       | Gordon Forbes 2-6 6-2 9-7 6-1           | Trevor Fancutt                |                           |                     |
| gennaio    | Eastern Province Championships 1957 Port Elizabeth, Sudafrica Singolare - Doppio       |                                         |                               |                           |                     |
| gennaio    | Central India Championships 1957 Allahabad, India Singolare - Doppio                   | U. Kumar 6-3 6-1 6-2                    | Akhtar Ali                    |                           |                     |
| gennaio    | Central India Championships 1957 Allahabad, India Singolare - Doppio                   |                                         |                               |                           |                     |
| gennaio    | South Western South Africa Championships 1957 Boland, Sudafrica Singolare - Doppio     | Gordon Forbes 6-4 6-4 6-2               | Buster Farrer                 |                           |                     |
| gennaio    | South Western South Africa Championships 1957 Boland, Sudafrica Singolare - Doppio     |                                         |                               |                           |                     |
| gennaio    | All India Hard Court Championships 1957 Bombay, India Singolare - Doppio               | Arcot J. UdayKumar 1-6 5-7 6-2 6-3 6-2  | G. Vasant                     |                           |                     |
| gennaio    | All India Hard Court Championships 1957 Bombay, India Singolare - Doppio               |                                         |                               |                           |                     |
| gennaio    | India National Championships 1957 Calcutta, India Singolare - Doppio                   | Ramanathan Krishnan 6-4 6-0 8-6         | Naresh Kumar                  |                           |                     |
| gennaio    | India National Championships 1957 Calcutta, India Singolare - Doppio                   |                                         |                               |                           |                     |
| gennaio    | Northern India Championships 1957 New Delhi, India Singolare - Doppio                  | Ramanathan Krishnan 6-3 6-4 6-3         | Jack Arkinstall               |                           |                     |
| gennaio    | Northern India Championships 1957 New Delhi, India Singolare - Doppio                  |                                         |                               |                           |                     |
| 1º gennaio | Benalla New Years Tournament 1957 Benalla, Australia Singolare - Doppio                | Pat O'Kane 6-4 11-9                     | Lew Gerrard                   |                           |                     |
| 1º gennaio | Benalla New Years Tournament 1957 Benalla, Australia Singolare - Doppio                |                                         |                               |                           |                     |
| 1º gennaio | Perth Championships 1957 Perth, Australia Singolare - Doppio                           | Barry Phillips-Moore 25 6-3 6-3 4-6 6-3 | Clive Wilderspin              |                           |                     |
| 1º gennaio | Perth Championships 1957 Perth, Australia Singolare - Doppio                           |                                         |                               |                           |                     |
| 2 gennaio  | Asian Championships 1957 Bombay, India Singolare - Doppio                              | William Knight 6-2 6-2 6-4              | Tony Trabert                  |                           |                     |
| 2 gennaio  | Asian Championships 1957 Bombay, India Singolare - Doppio                              |                                         |                               |                           |                     |
| 5 gennaio  | Western Australian Pro Championships 1957 Perth, Australia Singolare                   | Tony Trabert 6-3 6-3                    | Frank Sedgman                 | Rex Hartwig Pancho Segura |                     |
| 5 gennaio  | Sydney Manly Seaside Championships 1957 Sydney, Australia Singolare - Doppio           | Mike Franks 6-2 6-2                     | Mervyn Rose                   |                           |                     |
| 5 gennaio  | Sydney Manly Seaside Championships 1957 Sydney, Australia Singolare - Doppio           |                                         |                               |                           |                     |
| 6 gennaio  | Dixie Championships 1957 Tampa, USA Singolare - Doppio                                 | Don Candy 6-3 6-4 3-6 6-4               | Ham Richardson                |                           |                     |
| 6 gennaio  | Dixie Championships 1957 Tampa, USA Singolare - Doppio                                 |                                         |                               |                           |                     |
| 12 gennaio | New Zealand Championships 1957 Auckland, Nuova Zelanda Singolare - Doppio              | Mike Davies 6-3 6-2 6-4                 | Jeff Robson                   |                           |                     |
| 12 gennaio | New Zealand Championships 1957 Auckland, Nuova Zelanda Singolare - Doppio              |                                         |                               |                           |                     |
| 12 gennaio | Western Province Championships 1957 Città del Capo, Sudafrica Singolare - Doppio       | Gordon Forbes 5-7 6-4 9-7 6-3           | Ian Vermaak                   |                           |                     |
| 12 gennaio | Western Province Championships 1957 Città del Capo, Sudafrica Singolare - Doppio       |                                         |                               |                           |                     |
| 12 gennaio | Pierre Gillou Indoor 1957 Parigi, Francia Singolare - Doppio                           | Sven Davidson 8-6 4-6 0-6 6-4 6-4       | Ham Richardson                |                           |                     |
| 12 gennaio | Pierre Gillou Indoor 1957 Parigi, Francia Singolare - Doppio                           |                                         |                               |                           |                     |
| 12 gennaio | Florida West Coast Championships 1957 Saint Petersburg, USA Singolare - Doppio         | Mervyn Rose 6-2 6-4 3-6 6-2             | Don Candy                     |                           |                     |
| 12 gennaio | Florida West Coast Championships 1957 Saint Petersburg, USA Singolare - Doppio         |                                         |                               |                           |                     |
| 19 gennaio | University of Miami Championships 1957 Coral Gables, USA Singolare - Doppio            | Mervyn Rose 3-6 7-5 6-3 6-2             | Sam Giammalva                 |                           |                     |
| 19 gennaio | University of Miami Championships 1957 Coral Gables, USA Singolare - Doppio            |                                         |                               |                           |                     |
| 27 gennaio | Scandinavian Covered Court Championships 1957 Copenaghen, Danimarca Singolare - Doppio | Sven Davidson 6-3 6-1 6-3               | Budge Patty                   |                           |                     |
| 27 gennaio | Scandinavian Covered Court Championships 1957 Copenaghen, Danimarca Singolare - Doppio |                                         |                               |                           |                     |
| 28 gennaio | Australian Championships 1957 Melbourne, Australia Singolare - Doppio                  | Ashley Cooper 6-3 9-11 6-4 6-2          | Neale Fraser                  |                           |                     |
| 28 gennaio | Australian Championships 1957 Melbourne, Australia Singolare - Doppio                  | Neale Fraser Lew Hoad 6-3, 8-6, 6-4     | Malcom Anderson Ashley Cooper |                           |                     |

### Febbraio
| Settimana   | Torneo                                                                                | Vincitore                        | Finalista                  | Semifinalisti                | Eliminati ai quarti                               |
| ----------- | ------------------------------------------------------------------------------------- | -------------------------------- | -------------------------- | ---------------------------- | ------------------------------------------------- |
| 3 febbraio  | German Covered Court Championships 1957 Colonia, Germania Singolare - Doppio          | Pierre Darmon 10-8 6-0 8-6       | Torsten Johansson          |                              |                                                   |
| 3 febbraio  | German Covered Court Championships 1957 Colonia, Germania Singolare - Doppio          |                                  |                            |                              |                                                   |
| 3 febbraio  | South Florida Championships 1957 West Palm Beach, USA Singolare - Doppio              | Don Candy 3-6 6-4 6-3 6-1        | Armando Vieira             |                              |                                                   |
| 3 febbraio  | South Florida Championships 1957 West Palm Beach, USA Singolare - Doppio              |                                  |                            |                              |                                                   |
| 10 febbraio | Australian Pro Championships 1957 Sydney, Australia Erba Singolare - Doppio           | Pancho Segura 7-5 6-0 6-4        | Frank Sedgman              | Pancho Gonzales Ken Rosewall | Rex Hartwig Ken McGregor Dinny Pails Tony Trabert |
| 10 febbraio | Australian Pro Championships 1957 Sydney, Australia Erba Singolare - Doppio           | Rex Hartwig Ken Rosewall 6-3 6-4 | Tony Trabert Pancho Segura | Pancho Gonzales Ken Rosewall | Rex Hartwig Ken McGregor Dinny Pails Tony Trabert |
| 10 febbraio | South India Championships 1957 Madras, India Singolare - Doppio                       | Jaroslav Drobný 6-3 6-2 6-4      | Jack Arkinstall            |                              |                                                   |
| 10 febbraio | South India Championships 1957 Madras, India Singolare - Doppio                       |                                  |                            |                              |                                                   |
| 10 febbraio | French Covered Court Championships 1957 Parigi, Francia Singolare - Doppio            | Sven Davidson 6-4 4-6 6-3 6-4    | Torben Ulrich              |                              |                                                   |
| 10 febbraio | French Covered Court Championships 1957 Parigi, Francia Singolare - Doppio            |                                  |                            |                              |                                                   |
| 16 febbraio | Northern Suburbs Championships 1957 Sydney, Australia Singolare - Doppio              | Neale Fraser 4-6 14-12 8-6       | Nicola Pietrangeli         |                              |                                                   |
| 16 febbraio | Northern Suburbs Championships 1957 Sydney, Australia Singolare - Doppio              |                                  |                            |                              |                                                   |
| 17 febbraio | Buffalo Indoor 1957 Buffalo, USA Singolare - Doppio                                   | Eddie Moylan 6-4 6-4             | Barry MacKay               |                              |                                                   |
| 17 febbraio | Buffalo Indoor 1957 Buffalo, USA Singolare - Doppio                                   |                                  |                            |                              |                                                   |
| 17 febbraio | Cuban Championships 1957 L'Avana, Cuba Singolare - Doppio                             | Mervyn Rose 6-2 1-6 6-4          | Francisco Contreras        |                              |                                                   |
| 17 febbraio | Cuban Championships 1957 L'Avana, Cuba Singolare - Doppio                             |                                  |                            |                              |                                                   |
| 20 febbraio | Torneo di Bruxelles 1957 Bruxelles, Belgio Singolare - Doppio                         | Budge Patty                      | Jacques Brichant           |                              |                                                   |
| 20 febbraio | Torneo di Bruxelles 1957 Bruxelles, Belgio Singolare - Doppio                         |                                  |                            |                              |                                                   |
| 24 febbraio | Asian Championships 1957 Colombo, Sri Lanka Singolare - Doppio                        | Jaroslav Drobný 6-1 6-2 6-4      | Warren Woodcock            |                              |                                                   |
| 24 febbraio | Asian Championships 1957 Colombo, Sri Lanka Singolare - Doppio                        |                                  |                            |                              |                                                   |
| 24 febbraio | Monte Carlo Mid-Winter Championships 1957 Monte Carlo, Monte Carlo Singolare - Doppio | Harry R. Buttimer 6-1 6-4        | Eduardo Argon              |                              |                                                   |
| 24 febbraio | Monte Carlo Mid-Winter Championships 1957 Monte Carlo, Monte Carlo Singolare - Doppio |                                  |                            |                              |                                                   |
| 24 febbraio | Panama Championships 1957 Panama, Panama Singolare - Doppio                           | Mervyn Rose 6-4 5-7 3-6 6-3 6-2  | Don Candy                  |                              |                                                   |
| 24 febbraio | Panama Championships 1957 Panama, Panama Singolare - Doppio                           |                                  |                            |                              |                                                   |

### Marzo
| Settimana | Torneo                                                                                               | Vincitore                         | Finalista          | Semifinalisti | Eliminati ai quarti |
| --------- | --- | --------------------------------- | ------------------ | ------------- | ------------------- |
| 2 marzo   | Colombia International 1957 Barranquilla, Colombia Singolare - Doppio                                | Mervyn Rose 6-1 4-6 6-1 8-6       | Don Candy          |               |                     |
| 2 marzo   | Colombia International 1957 Barranquilla, Colombia Singolare - Doppio                                |                                   |                    |               |                     |
| 3 marzo   | Queensland Bay Championships 1957 Redcliffe, Australia Erba Singolare - Doppio                       | Rod Laver 6-1 6-4                 | Barry Green        |               |                     |
| 3 marzo   | Queensland Bay Championships 1957 Redcliffe, Australia Erba Singolare - Doppio                       |                                   |                    |               |                     |
| 4 marzo   | Western Australian Championships 1957 Perth, Australia Singolare - Doppio                            | Ashley Cooper 3-6 6-4 3-6 6-4 7-5 | Clive Wilderspin   |               |                     |
| 4 marzo   | Western Australian Championships 1957 Perth, Australia Singolare - Doppio                            |                                   |                    |               |                     |
| 6 marzo   | St Andrews Invitation 1957 Kingston, Giamaica Singolare - Doppio                                     | Mervyn Rose 2-6 9-7 6-2           | Don Candy          |               |                     |
| 6 marzo   | St Andrews Invitation 1957 Kingston, Giamaica Singolare - Doppio                                     |                                   |                    |               |                     |
| 10 marzo  | Western India Championships 1957 Bombay, India Singolare - Doppio                                    | Jaroslav Drobný 6-4 6-3 6-3       | Jack Arkinstall    |               |                     |
| 10 marzo  | Western India Championships 1957 Bombay, India Singolare - Doppio                                    |                                   |                    |               |                     |
| 10 marzo  | Masters Invitational 1957 Jacksonville, USA Singolare - Doppio                                       | Vic Seixas 7-5 6-1 6-8 9-7        | Mervyn Rose        |               |                     |
| 10 marzo  | Masters Invitational 1957 Jacksonville, USA Singolare - Doppio                                       |                                   |                    |               |                     |
| 10 marzo  | Desert Invitational 1957 Palm Desert, USA Singolare - Doppio                                         | Tom Brown 6-3 7-5                 | Mike Franks        |               |                     |
| 10 marzo  | Desert Invitational 1957 Palm Desert, USA Singolare - Doppio                                         |                                   |                    |               |                     |
| 10 marzo  | Torneo di Cap d'Antibes 1957 Provencal, Francia Singolare - Doppio                                   | Andrés Gimeno 6-4 7-5 4-6 7-5     | Antonio Maggi      |               |                     |
| 10 marzo  | Torneo di Cap d'Antibes 1957 Provencal, Francia Singolare - Doppio                                   |                                   |                    |               |                     |
| 16 marzo  | US Indoors 1957 New York, USA Singolare - Doppio                                                     | Kurt Nielsen 4-6 6-1 6-4 6-4      | Herbert Flam       |               |                     |
| 16 marzo  | US Indoors 1957 New York, USA Singolare - Doppio                                                     |                                   |                    |               |                     |
| 17 marzo  | Riviera Championships 1957 Mentone, Francia Singolare - Doppio                                       | Andrés Gimeno 6-3 6-1 6-2         | Sergio Jacobini    |               |                     |
| 17 marzo  | Riviera Championships 1957 Mentone, Francia Singolare - Doppio                                       |                                   |                    |               |                     |
| 17 marzo  | Everglades Invitation 1957 Palm Beach, USA Singolare - Doppio                                        | Herbert Flam 6-4 6-2              | Mervyn Rose        |               |                     |
| 17 marzo  | Everglades Invitation 1957 Palm Beach, USA Singolare - Doppio                                        |                                   |                    |               |                     |
| 24 marzo  | Egyptian International Cairo Championships 1957 Il Cairo, Egitto Singolare - Doppio                  | Sven Davidson 6-1 2-6 6-1 6-2     | Philippe Washer    |               |                     |
| 24 marzo  | Egyptian International Cairo Championships 1957 Il Cairo, Egitto Singolare - Doppio                  |                                   |                    |               |                     |
| 24 marzo  | Cannes Lawn Tennis Club Championships 1957 Cannes, Francia Singolare - Doppio                        | Andrés Gimeno 6-3 6-4             | Andras Stolpa      |               |                     |
| 24 marzo  | Cannes Lawn Tennis Club Championships 1957 Cannes, Francia Singolare - Doppio                        |                                   |                    |               |                     |
| 24 marzo  | Good Neighbor Tournament 1957 Miami Beach, USA Singolare - Doppio                                    | Herbert Flam 6-1 7-5 6-2          | Mervyn Rose        |               |                     |
| 24 marzo  | Good Neighbor Tournament 1957 Miami Beach, USA Singolare - Doppio                                    |                                   |                    |               |                     |
| 24 marzo  | Australian Hard Court Championships 1957 Sydney, Australia Singolare - Doppio                        | Ashley Cooper 6-2 4-6 6-3 6-3     | Neale Fraser       |               |                     |
| 24 marzo  | Australian Hard Court Championships 1957 Sydney, Australia Singolare - Doppio                        |                                   |                    |               |                     |
| 31 marzo  | Egyptian International Alexandria Championships 1957 Alessandria d'Egitto, Egitto Singolare - Doppio | Sven Davidson 6-4 7-5 6-3         | Władysław Skonecki |               |                     |
| 31 marzo  | Egyptian International Alexandria Championships 1957 Alessandria d'Egitto, Egitto Singolare - Doppio |                                   |                    |               |                     |
| 31 marzo  | Gallia Club Championships 1957 Cannes, Francia Singolare - Doppio                                    | Kurt Nielsen 6-8 8-6 6-1 6-4      | Jaroslav Drobný    |               |                     |
| 31 marzo  | Gallia Club Championships 1957 Cannes, Francia Singolare - Doppio                                    |                                   |                    |               |                     |
| 31 marzo  | New South Wales Hard Court Championships 1957 Dubbo, Australia Singolare - Doppio                    | Bob Mark 6-2 7-9 10-8             | Neale Fraser       |               |                     |
| 31 marzo  | New South Wales Hard Court Championships 1957 Dubbo, Australia Singolare - Doppio                    |                                   |                    |               |                     |

### Aprile
| Settimana | Torneo                                                                                   | Vincitore                             | Finalista                 | Semifinalisti             | Eliminati ai quarti                               |
| --------- | ---------------------------------------------------------------------------------------- | ------------------------------------- | ------------------------- | ------------------------- | ------------------------------------------------- |
| aprile    | South African Championships 1957 Johannesburg, Sudafrica Singolare - Doppio              | Eric Sturgess 9-7 6-3 6-1             | Gaetan Koenig             |                           |                                                   |
| aprile    | South African Championships 1957 Johannesburg, Sudafrica Singolare - Doppio              |                                       |                           |                           |                                                   |
| 6 aprile  | Lebanon International 1957 Beirut, Libano Singolare - Doppio                             | Philippe Washer 1-6 9-7 6-2 6-2       | Warren Woodcock           |                           |                                                   |
| 6 aprile  | Lebanon International 1957 Beirut, Libano Singolare - Doppio                             |                                       |                           |                           |                                                   |
| 6 aprile  | Roehampton Hard Court Championships 1957 Roehampton, Gran Bretagna Singolare - Doppio    | Howard F. Walton 6-2 5-7 6-4          | Geoffrey L. Ward          |                           |                                                   |
| 6 aprile  | Roehampton Hard Court Championships 1957 Roehampton, Gran Bretagna Singolare - Doppio    |                                       |                           |                           |                                                   |
| 7 aprile  | Carlton Club Championships 1957 Cannes, Francia Singolare - Doppio                       | Kurt Nielsen 10-8 6-7 ritiro          | Jaroslav Drobný           |                           |                                                   |
| 7 aprile  | Carlton Club Championships 1957 Cannes, Francia Singolare - Doppio                       |                                       |                           |                           |                                                   |
| 7 aprile  | Caribbean Championships 1957 Montego Bay, Giamaica Singolare - Doppio                    | Vic Seixas 4-6 6-3 6-0 6-4            | Armando Vieira            |                           |                                                   |
| 7 aprile  | Caribbean Championships 1957 Montego Bay, Giamaica Singolare - Doppio                    |                                       |                           |                           |                                                   |
| 12 aprile | World Pro Championships 1957 Cleveland, USA Parquet indoor Singolare - Doppio            | Pancho Gonzales 6-3 3-6 7-5 6-1       | Pancho Segura             | Tony Trabert Ken Rosewall | Frank Parker Frank Kovacs Bobby Riggs Dinny Pails |
| 12 aprile | World Pro Championships 1957 Cleveland, USA Parquet indoor Singolare - Doppio            | Pancho Gonzales Ken Rosewall 6-1 6-4  | Dinny Pails Pancho Segura | Tony Trabert Ken Rosewall | Frank Parker Frank Kovacs Bobby Riggs Dinny Pails |
| 14 aprile | Torneo di Marsiglia 1957 Marsiglia, Francia Singolare - Doppio                           | Torben Ulrich 6-3 6-2                 | Malcolm Fox               |                           |                                                   |
| 14 aprile | Torneo di Marsiglia 1957 Marsiglia, Francia Singolare - Doppio                           |                                       |                           |                           |                                                   |
| 14 aprile | Nice Lawn Tennis Club Championships 1957 Nizza, Francia Singolare - Doppio               | Jacques Brichant 9-11 6-3 6-2 7-9 6-4 | Bobby Wilson              |                           |                                                   |
| 14 aprile | Nice Lawn Tennis Club Championships 1957 Nizza, Francia Singolare - Doppio               |                                       |                           |                           |                                                   |
| 14 aprile | Caribe Hilton Championships 1957 San Juan, Porto Rico Singolare - Doppio                 | Vic Seixas 1-6 6-1 6-3 6-4            | Mervyn Rose               |                           |                                                   |
| 14 aprile | Caribe Hilton Championships 1957 San Juan, Porto Rico Singolare - Doppio                 |                                       |                           |                           |                                                   |
| 15 aprile | Torneo di Wynnum 1957 Wynnum, Australia Singolare - Doppio                               | Malcolm Anderson 6-2 6-4              | Barry Green               |                           |                                                   |
| 15 aprile | Torneo di Wynnum 1957 Wynnum, Australia Singolare - Doppio                               |                                       |                           |                           |                                                   |
| 20 aprile | Cumberland Hard Court Championships 1957 Hampstead, Gran Bretagna Singolare - Doppio     | Gerald D. Oakley walkover             | Tony Pickard              |                           |                                                   |
| 20 aprile | Cumberland Hard Court Championships 1957 Hampstead, Gran Bretagna Singolare - Doppio     |                                       |                           |                           |                                                   |
| 21 aprile | Bermuda Pro Championships 1957 Hamilton, Bermuda Terra rossa Singolare                   | Pancho Gonzales 7–9 6–4 6–3           | Pancho Segura             | Ken Rosewall Dinny Pails  |                                                   |
| 21 aprile | Torneo di Kingaroy 1957 Kingaroy, Australia Singolare - Doppio                           | Francis Gorman 6-3 13-11              | Robert Pearson            |                           |                                                   |
| 21 aprile | Torneo di Kingaroy 1957 Kingaroy, Australia Singolare - Doppio                           |                                       |                           |                           |                                                   |
| 21 aprile | Central Queensland Championships 1957 Rockhampton, Australia Erba Singolare - Doppio     | Rod Laver 7-5 6-3                     | Ken Fletcher              |                           |                                                   |
| 21 aprile | Central Queensland Championships 1957 Rockhampton, Australia Erba Singolare - Doppio     |                                       |                           |                           |                                                   |
| 21 aprile | Darling Downs Championships 1957 Toowoomba, Australia Singolare - Doppio                 | P. Gaydon 6-4 6-3                     | G. Gaydon                 |                           |                                                   |
| 21 aprile | Darling Downs Championships 1957 Toowoomba, Australia Singolare - Doppio                 |                                       |                           |                           |                                                   |
| 22 aprile | Western Australian Hard Court Championships 1957 Geraldton, Australia Singolare - Doppio | Strang 6-2 0-6 6-2                    | K. Harris                 |                           |                                                   |
| 22 aprile | Western Australian Hard Court Championships 1957 Geraldton, Australia Singolare - Doppio |                                       |                           |                           |                                                   |
| 22 aprile | Monte Carlo Cup 1957 Monte Carlo, Monte Carlo Singolare - Doppio                         | Jacques Brichant 3-6 5-5 ritiro       | Paul Remy                 |                           |                                                   |
| 22 aprile | Monte Carlo Cup 1957 Monte Carlo, Monte Carlo Singolare - Doppio                         |                                       |                           |                           |                                                   |
| 23 aprile | Southport Hard Court Championships 1957 Southport, Gran Bretagna Singolare - Doppio      | Robert Bedard 6-2 6-3                 | Alan Mills                |                           |                                                   |
| 23 aprile | Southport Hard Court Championships 1957 Southport, Gran Bretagna Singolare - Doppio      |                                       |                           |                           |                                                   |
| 24 aprile | Tally Ho! 1957 Birmingham, Gran Bretagna Singolare - Doppio                              | Geoffrey Paish 7-5 0-6 6-4            | Howard F. Walton          |                           |                                                   |
| 24 aprile | Tally Ho! 1957 Birmingham, Gran Bretagna Singolare - Doppio                              |                                       |                           |                           |                                                   |
| 24 aprile | Dallas Invitation 1957 Dallas, USA Singolare - Doppio                                    | Mervyn Rose 6-4 8-6 10-8              | Vic Seixas                |                           |                                                   |
| 24 aprile | Dallas Invitation 1957 Dallas, USA Singolare - Doppio                                    |                                       |                           |                           |                                                   |
| 24 aprile | Tasmanian Championships 1957 Hobart, Australia Singolare - Doppio                        | Ashley Cooper 6-4 6-3                 | Geoff Brown               |                           |                                                   |
| 24 aprile | Tasmanian Championships 1957 Hobart, Australia Singolare - Doppio                        |                                       |                           |                           |                                                   |
| 27 aprile | Rothmans Connaught Championships 1957 Chingford, Gran Bretagna Singolare - Doppio        | Jaroslav Drobný 6-4 6-3               | Mike Davies               |                           |                                                   |
| 27 aprile | Rothmans Connaught Championships 1957 Chingford, Gran Bretagna Singolare - Doppio        |                                       |                           |                           |                                                   |
| 27 aprile | Surrey Hard Court Championships 1957 Sutton, Gran Bretagna Singolare - Doppio            | Robert Bedard 6-2 6-1                 | Robert Howe               |                           |                                                   |
| 27 aprile | Surrey Hard Court Championships 1957 Sutton, Gran Bretagna Singolare - Doppio            |                                       |                           |                           |                                                   |
| 28 aprile | Aix Golden Racquet Tournament 1957 Aix-en-Provence, Francia Singolare - Doppio           | Budge Patty 2-6 6-1 6-0               | Gardnar Mulloy            |                           |                                                   |
| 28 aprile | Aix Golden Racquet Tournament 1957 Aix-en-Provence, Francia Singolare - Doppio           |                                       |                           |                           |                                                   |
| 28 aprile | Torneo di Beaulieu 1957 Cannes, Francia Singolare - Doppio                               | Antal Jancso 6-2 4-6 6-4              | Zoltan Katona             |                           |                                                   |
| 28 aprile | Torneo di Beaulieu 1957 Cannes, Francia Singolare - Doppio                               |                                       |                           |                           |                                                   |
| 28 aprile | River Oaks International Tennis Tournament 1957 Houston, USA Singolare - Doppio          | Herbert Flam 7-5 6-1 6-4              | Mervyn Rose               |                           |                                                   |
| 28 aprile | River Oaks International Tennis Tournament 1957 Houston, USA Singolare - Doppio          |                                       |                           |                           |                                                   |
| 28 aprile | Campionato Partenopeo 1957 Napoli, Italia Singolare - Doppio                             | Orlando Sirola 4-6 6-4 7-5 3-6 6-3    | Luis Ayala                |                           |                                                   |
| 28 aprile | Campionato Partenopeo 1957 Napoli, Italia Singolare - Doppio                             |                                       |                           |                           |                                                   |
| 28 aprile | California State Championships 1957 San Francisco, USA Singolare - Doppio                | Whitney Reed 6-4 4-6 6-1 6-2          | Noel Brown                |                           |                                                   |
| 28 aprile | California State Championships 1957 San Francisco, USA Singolare - Doppio                |                                       |                           |                           |                                                   |

### Maggio
| Settimana | Torneo                                                                                | Vincitore                                 | Finalista                         | Semifinalisti              | Eliminati ai quarti |
| --------- | ------------------------------------------------------------------------------------- | ----------------------------------------- | --------------------------------- | -------------------------- | ------------------- |
| 4 maggio  | British Hard Court Championships 1957 Bournemouth, Gran Bretagna Singolare - Doppio   | Jaroslav Drobný 6-4 6-4 6-4               | Lew Hoad                          |                            |                     |
| 4 maggio  | British Hard Court Championships 1957 Bournemouth, Gran Bretagna Singolare - Doppio   |                                           |                                   |                            |                     |
| 5 maggio  | Wide Bay Tennis Championships 1957 Bundaberg, Australia Singolare - Doppio            | Malcolm Anderson 6-1 6-1                  | Rod Laver                         |                            |                     |
| 5 maggio  | Wide Bay Tennis Championships 1957 Bundaberg, Australia Singolare - Doppio            |                                           |                                   |                            |                     |
| 5 maggio  | Maroochy Tennis Championships 1957 Nambour, Australia Singolare - Doppio              | John Pearce 6-1 6-2                       | Barry Green                       |                            |                     |
| 5 maggio  | Maroochy Tennis Championships 1957 Nambour, Australia Singolare - Doppio              |                                           |                                   |                            |                     |
| 5 maggio  | Campionati Internazionali di Sicilia 1957 Palermo, Italia Singolare - Doppio          | Giuseppe Merlo 2-6 6-4 6-1 6-0            | Ham Richardson                    |                            |                     |
| 5 maggio  | Campionati Internazionali di Sicilia 1957 Palermo, Italia Singolare - Doppio          |                                           |                                   |                            |                     |
| 5 maggio  | Paris International Championships 1957 Parigi, Francia Singolare - Doppio             | Mervyn Rose 7-5 6-3 7-5                   | Budge Patty                       |                            |                     |
| 5 maggio  | Paris International Championships 1957 Parigi, Francia Singolare - Doppio             |                                           |                                   |                            |                     |
| 11 maggio | London Hard Court Championships 1957 Hurlingham Gran Bretagna Singolare - Doppio      | Jaroslav Drobný 7-5 6-4 6-1               | Gaetan Koenig                     |                            |                     |
| 11 maggio | London Hard Court Championships 1957 Hurlingham Gran Bretagna Singolare - Doppio      |                                           |                                   |                            |                     |
| 12 maggio | Southern California Championships 1957 Los Angeles, USA Singolare - Doppio            | Alex Olmedo 6-1 6-3                       | Herbert Flam                      |                            |                     |
| 12 maggio | Southern California Championships 1957 Los Angeles, USA Singolare - Doppio            |                                           |                                   |                            |                     |
| 12 maggio | Internazionali d'Italia 1957 Roma, Italia Singolare - Doppio                          | Nicola Pietrangeli 8-6 6-2 6-4            | Giuseppe Merlo                    |                            |                     |
| 12 maggio | Internazionali d'Italia 1957 Roma, Italia Singolare - Doppio                          | Neale Fraser Lew Hoad 6-1, 6-8, 6-0, 6-2  | Nicola Pietrangeli Orlando Sirola |                            |                     |
| 18 maggio | Guildford Hard Court Championships 1957 Guildford, Gran Bretagna Singolare - Doppio   | Alan Mills 6-0 6-1                        | Gaetan Koenig                     |                            |                     |
| 18 maggio | Guildford Hard Court Championships 1957 Guildford, Gran Bretagna Singolare - Doppio   |                                           |                                   |                            |                     |
| 19 maggio | Torneo Godò 1957 Barcellona, Spagna Singolare - Doppio                                | Herbert Flam 6-4 4-6 6-3 6-4              | Mervyn Rose                       |                            |                     |
| 19 maggio | Torneo Godò 1957 Barcellona, Spagna Singolare - Doppio                                | Bob Hewitt Mervyn Rose 6-3, 6-3, 5-7, 6-1 | Herbert Flam Sidney Schwartz      |                            |                     |
| 19 maggio | Austrian International Championships 1957 Vienna, Austria Singolare - Doppio          | Lew Hoad 6-3 6-3 6-3                      | Jaroslav Drobný                   |                            |                     |
| 19 maggio | Austrian International Championships 1957 Vienna, Austria Singolare - Doppio          |                                           |                                   |                            |                     |
| 24 maggio | San Francisco Pro Indoor Championships 1957 (Cow Palace) San Francisco, USA Singolare | Pancho Gonzales 6-4 6-4                   | Tony Trabert                      | Pancho Segura Ken Rosewall |                     |
| 25 maggio | Torneo di Lytham St Annes 1957 Lytham St Annes, Gran Bretagna Singolare - Doppio      | Roger Becker 6-4 8-6                      | Tony Pickard                      |                            |                     |
| 25 maggio | Torneo di Lytham St Annes 1957 Lytham St Annes, Gran Bretagna Singolare - Doppio      |                                           |                                   |                            |                     |

### Giugno
| Settimana | Torneo                                                                           | Vincitore                                    | Finalista             | Semifinalisti | Eliminati ai quarti |
| --------- | -------------------------------------------------------------------------------- | -------------------------------------------- | --------------------- | ------------- | ------------------- |
| giugno    | Blue and Gray Invitation 1957 Montgomery, USA Singolare - Doppio                 | William Quillan 6-4 6-4 6-4                  | William Quillan       |               |                     |
| giugno    | Blue and Gray Invitation 1957 Montgomery, USA Singolare - Doppio                 |                                              |                       |               |                     |
| 6 giugno  | German Pro National Championships 1957 Bad Ems, Germania Singolare - Doppio      | Otto Stuhldreyer 6-4 6-2 6-2                 | Paul Huber            |               |                     |
| 6 giugno  | German Pro National Championships 1957 Bad Ems, Germania Singolare - Doppio      |                                              |                       |               |                     |
| 1º giugno | Surrey Championships 1957 Surbiton, Gran Bretagna Singolare - Doppio             | Roger Becker 7-9 6-2 6-3                     | Alan Mills            |               |                     |
| 1º giugno | Surrey Championships 1957 Surbiton, Gran Bretagna Singolare - Doppio             |                                              |                       |               |                     |
| 2 giugno  | Internazionali di Francia 1957 Parigi, Francia Singolare - Doppio                | Sven Davidson 6-4 6-4 6-4                    | Herbert Flam          |               |                     |
| 2 giugno  | Internazionali di Francia 1957 Parigi, Francia Singolare - Doppio                | Malcolm Anderson Ashley Cooper 6-3, 6-0, 6-3 | Don Candy Mervyn Rose |               |                     |
| 8 giugno  | Northern Championships 1957 Manchester, Gran Bretagna Singolare - Doppio         | Lew Hoad 6-2 6-1                             | Ramanathan Krishnan   |               |                     |
| 8 giugno  | Northern Championships 1957 Manchester, Gran Bretagna Singolare - Doppio         |                                              |                       |               |                     |
| 8 giugno  | Northumberland Championships 1957 Newcastle, Gran Bretagna Singolare - Doppio    | Roger Becker Gordon Forbes titolo condiviso  |                       |               |                     |
| 8 giugno  | Northumberland Championships 1957 Newcastle, Gran Bretagna Singolare - Doppio    |                                              |                       |               |                     |
| 8 giugno  | Tulsa Clay Court Championships 1957 Tulsa, USA Singolare - Doppio                | Dick Savitt                                  | Bernard Tut Bartzen   |               |                     |
| 8 giugno  | Tulsa Clay Court Championships 1957 Tulsa, USA Singolare - Doppio                |                                              |                       |               |                     |
| 9 giugno  | West Berlin Championships 1957 Berlino, Germania Singolare - Doppio              | Warren Woodcock 5-7 6-3 6-2 6-3              | Budge Patty           |               |                     |
| 9 giugno  | West Berlin Championships 1957 Berlino, Germania Singolare - Doppio              |                                              |                       |               |                     |
| 9 giugno  | Dutch International Championships 1957 Noordwijk, Paesi Bassi Singolare - Doppio | Luis Ayala 6-2 6-1                           | Hugh Stewart          |               |                     |
| 9 giugno  | Dutch International Championships 1957 Noordwijk, Paesi Bassi Singolare - Doppio |                                              |                       |               |                     |
| 13 giugno | The Priory 1957 Birmingham, Gran Bretagna Singolare - Doppio                     | Sven Davidson 6-3 6-4                        | Alex Olmedo           |               |                     |
| 13 giugno | The Priory 1957 Birmingham, Gran Bretagna Singolare - Doppio                     |                                              |                       |               |                     |
| 15 giugno | Kent Championships 1957 Beckenham, Gran Bretagna Singolare - Doppio              | Malcolm Anderson 6-2 4-6 8-6                 | Herbert Flam          |               |                     |
| 15 giugno | Kent Championships 1957 Beckenham, Gran Bretagna Singolare - Doppio              |                                              |                       |               |                     |
| 15 giugno | West of England Championships 1957 Bristol, Gran Bretagna Singolare - Doppio     | Lew Hoad 6-2 6-3 6-0                         | Roger Becker          |               |                     |
| 15 giugno | West of England Championships 1957 Bristol, Gran Bretagna Singolare - Doppio     |                                              |                       |               |                     |
| 16 giugno | Texas Sectional Championships 1957 Houston, USA Singolare - Doppio               | Bernard Tut Bartzen 6-1 6-1 6-3              | Richard Earl Schuette |               |                     |
| 16 giugno | Texas Sectional Championships 1957 Houston, USA Singolare - Doppio               |                                              |                       |               |                     |
| 16 giugno | Southern Championships 1957 New Orleans, USA Singolare - Doppio                  | Frank Willett 6-3 7-5 3-6 4-6 6-4            | William Quillan       |               |                     |
| 16 giugno | Southern Championships 1957 New Orleans, USA Singolare - Doppio                  |                                              |                       |               |                     |
| 16 giugno | Triple A Championships 1957 Saint Louis, USA Singolare - Doppio                  | Dick Savitt 6-3 6-2 7-5                      | Grant Golden          |               |                     |
| 16 giugno | Triple A Championships 1957 Saint Louis, USA Singolare - Doppio                  |                                              |                       |               |                     |
| 17 giugno | Southern Downs Championships 1957 Warwick, Australia Singolare - Doppio          | G. Gaydon 6-2 6-3                            | Barry Green           |               |                     |
| 17 giugno | Southern Downs Championships 1957 Warwick, Australia Singolare - Doppio          |                                              |                       |               |                     |
| 17 giugno | Victorian Hard Court Championships 1957 Melbourne, Australia Singolare - Doppio  | Anthony J. Ryan 6-3 6-4                      | John Fraser           |               |                     |
| 17 giugno | Victorian Hard Court Championships 1957 Melbourne, Australia Singolare - Doppio  |                                              |                       |               |                     |
| 22 giugno | New Jersey State Championships 1957 East Orange, USA Singolare - Doppio          | Ubert Vincent 6-4 6-2 6-0                    | George Ball           |               |                     |
| 22 giugno | New Jersey State Championships 1957 East Orange, USA Singolare - Doppio          |                                              |                       |               |                     |
| 22 giugno | Southwestern Championships 1957 Little Rock, USA Singolare - Doppio              | Bernard Tut Bartzen 6-0 6-3 6-2              | Armando Vieira        |               |                     |
| 22 giugno | Southwestern Championships 1957 Little Rock, USA Singolare - Doppio              |                                              |                       |               |                     |
| 22 giugno | Queen's Club Championships 1957 Londra, Gran Bretagna Singolare - Doppio         | Ashley Cooper 6-8 6-2 6-3                    | Neale Fraser          |               |                     |
| 22 giugno | Queen's Club Championships 1957 Londra, Gran Bretagna Singolare - Doppio         |                                              |                       |               |                     |
| 22 giugno | Torneo di Malvern 1957 Malvern, Gran Bretagna Singolare - Doppio                 | Mike Davies 5-7 6-4 6-1                      | Roger Becker          |               |                     |
| 22 giugno | Torneo di Malvern 1957 Malvern, Gran Bretagna Singolare - Doppio                 |                                              |                       |               |                     |
| 23 giugno | National Collegiate Championships 1957 Salt Lake City, USA Singolare - Doppio    | Barry MacKay 6-4 3-6 6-2 3-6 6-3             | Sam Giammalva         |               |                     |
| 23 giugno | National Collegiate Championships 1957 Salt Lake City, USA Singolare - Doppio    |                                              |                       |               |                     |
| 30 giugno | Torneo di Caboolture 1957 Caboolture, Australia Singolare - Doppio               | Francis Gorman 6-0 6-8 6-1                   | M. Collins            |               |                     |
| 30 giugno | Torneo di Caboolture 1957 Caboolture, Australia Singolare - Doppio               |                                              |                       |               |                     |

### Luglio
| Settimana | Torneo                                                                                | Vincitore                                      | Finalista                                                                   | Semifinalisti | Eliminati ai quarti |
| --------- | ------------------------------------------------------------------------------------- | ---------------------------------------------- | --------------------------------------------------------------------------- | ------------- | ------------------- |
| 6 luglio  | Tri-State Championships 1957 Cincinnati, USA Singolare - Doppio                       | Bernard Tut Bartzen 6-4 7-5 6-4                | Grant Golden                                                                |               |                     |
| 6 luglio  | Tri-State Championships 1957 Cincinnati, USA Singolare - Doppio                       | Grant Golden Bill Quillian 6-3, 6-4            | Art Andrews Crawford Henry                                                  |               |                     |
| 6 luglio  | Torneo di Wimbledon 1957 Londra, Gran Bretagna Singolare - Doppio                     | Lew Hoad 6-2 6-1 6-2                           | Ashley Cooper                                                               |               |                     |
| 6 luglio  | Torneo di Wimbledon 1957 Londra, Gran Bretagna Singolare - Doppio                     | Budge Patty Gardnar Mulloy 8-10, 6-4, 6-4, 6-4 | Neale Fraser Lew Hoad                                                       |               |                     |
| 6 luglio  | Torneo di Nantwich 1957 Nantwich, Gran Bretagna Singolare - Doppio                    | Peter B. Frankland 6-0 6-1                     | R.J. Pieters                                                                |               |                     |
| 6 luglio  | Torneo di Nantwich 1957 Nantwich, Gran Bretagna Singolare - Doppio                    |                                                |                                                                             |               |                     |
| 7 luglio  | Eastern Clay Court Championships 1957 Hackensack, USA Singolare - Doppio              | Ron Holmberg 6-1 6-4 5-7 6-4                   | Ubert Vincent                                                               |               |                     |
| 7 luglio  | Eastern Clay Court Championships 1957 Hackensack, USA Singolare - Doppio              |                                                |                                                                             |               |                     |
| 13 luglio | Swedish International Hard Court Championships 1957 Båstad, Svezia Singolare - Doppio | Ulf Schmidt 4-6 6-4 6-3 6-3                    | Sven Davidson                                                               |               |                     |
| 13 luglio | Swedish International Hard Court Championships 1957 Båstad, Svezia Singolare - Doppio |                                                |                                                                             |               |                     |
| 13 luglio | Irish Championships 1957 Dublino, Irlanda Singolare - Doppio                          | Ashley Cooper 6-4 6-2 6-3                      | Jaroslav Drobný                                                             |               |                     |
| 13 luglio | Irish Championships 1957 Dublino, Irlanda Singolare - Doppio                          |                                                |                                                                             |               |                     |
| 13 luglio | Midland Counties Championships 1957 Edgbaston, Gran Bretagna Singolare - Doppio       | Budge Patty 7-5 3-6 6-1                        | Luis Ayala                                                                  |               |                     |
| 13 luglio | Midland Counties Championships 1957 Edgbaston, Gran Bretagna Singolare - Doppio       |                                                |                                                                             |               |                     |
| 13 luglio | Nassau Bowl 1957 Glen Cove, USA Singolare - Doppio                                    | Herbert Flam 6-2 4-6 6-3 6-2                   | Dick Savitt                                                                 |               |                     |
| 13 luglio | Nassau Bowl 1957 Glen Cove, USA Singolare - Doppio                                    |                                                |                                                                             |               |                     |
| 13 luglio | Western Championships 1957 Milwaukee, USA Singolare - Doppio                          | Vic Seixas 7-5 6-2 6-2                         | Bernard Tut Bartzen                                                         |               |                     |
| 13 luglio | Western Championships 1957 Milwaukee, USA Singolare - Doppio                          |                                                |                                                                             |               |                     |
| 13 luglio | Nottinghamshire Championships 1957 Nottingham, Gran Bretagna Singolare - Doppio       | Gaetan Koenig 6-4 11-9                         | Tony Pickard                                                                |               |                     |
| 13 luglio | Nottinghamshire Championships 1957 Nottingham, Gran Bretagna Singolare - Doppio       |                                                |                                                                             |               |                     |
| 13 luglio | Durham Championships 1957 Sunderland, Gran Bretagna Singolare - Doppio                | Alfred Huber 7-5 4-6 6-4                       | Roger Becker                                                                |               |                     |
| 13 luglio | Durham Championships 1957 Sunderland, Gran Bretagna Singolare - Doppio                |                                                |                                                                             |               |                     |
| 20 luglio | Torneo di Hoylake & West Kirby 1957 Hoylake, Gran Bretagna Singolare - Doppio         | Donald L.M. Black 6-3 9-7 6-2                  | Jaroslav Drobný                                                             |               |                     |
| 20 luglio | Torneo di Hoylake & West Kirby 1957 Hoylake, Gran Bretagna Singolare - Doppio         |                                                |                                                                             |               |                     |
| 20 luglio | Welsh Championships 1957 Newport, Gran Bretagna Singolare - Doppio                    | Roger Becker 6-1 9-7                           | Naresh Kumar                                                                |               |                     |
| 20 luglio | Welsh Championships 1957 Newport, Gran Bretagna Singolare - Doppio                    |                                                |                                                                             |               |                     |
| 20 luglio | Essex Championships 1957 Frinton, Gran Bretagna Singolare - Doppio                    | Ramanathan Krishnan 3-6 6-3 9-7                | Peter B. Frankland                                                          |               |                     |
| 20 luglio | Essex Championships 1957 Frinton, Gran Bretagna Singolare - Doppio                    |                                                |                                                                             |               |                     |
| 21 luglio | Düsseldorf Championships 1957 Düsseldorf, Germania Singolare - Doppio                 | Luis Ayala 6-4 6-2 6-4                         | Malcolm Anderson                                                            |               |                     |
| 21 luglio | Düsseldorf Championships 1957 Düsseldorf, Germania Singolare - Doppio                 |                                                |                                                                             |               |                     |
| 21 luglio | U.S. Men's Clay Court Championships 1957 Illinois, USA Singolare - Doppio             | Vic Seixas 1-6 8-6 6-1 6-3                     | Herbert Flam                                                                |               |                     |
| 21 luglio | U.S. Men's Clay Court Championships 1957 Illinois, USA Singolare - Doppio             | Ashley Cooper Neale Fraser                     |                                                                             |               |                     |
| 21 luglio | Torneo di Le Touquet 1957 Le Touquet, Francia Singolare - Doppio                      | Budge Patty 8-6 6-4                            | Warren Woodcock                                                             |               |                     |
| 21 luglio | Torneo di Le Touquet 1957 Le Touquet, Francia Singolare - Doppio                      |                                                |                                                                             |               |                     |
| 21 luglio | Tournament of Champions 1957 Forest Hills, USA Erba Singolare - Doppio                | Pancho Gonzales Round Robin                    | Frank Sedgman Tony Trabert Ken Rosewall Lew Hoad Pancho Segura              |               |                     |
| 21 luglio | Tournament of Champions 1957 Forest Hills, USA Erba Singolare - Doppio                | Tony Trabert Frank Sedgman Round Robin         | Pancho Gonzales Ken Rosewall Pancho Segura Dinny Pails Lew Hoad Jack Kramer |               |                     |
| 22 luglio | South Queensland Championships 1957 Ipswich, Australia Singolare - Doppio             | John Pearce 6-1 6-1                            | Mal Perry                                                                   |               |                     |
| 22 luglio | South Queensland Championships 1957 Ipswich, Australia Singolare - Doppio             |                                                |                                                                             |               |                     |
| 28 luglio | Colonel Kuntz Cup 1957 Deauville, Francia Singolare - Doppio                          | Mervyn Rose 3-6 6-0 6-0 7-5                    | Neil Gibson                                                                 |               |                     |
| 28 luglio | Colonel Kuntz Cup 1957 Deauville, Francia Singolare - Doppio                          |                                                |                                                                             |               |                     |
| 28 luglio | Swiss International Championships 1957 Gstaad, Svizzera Singolare - Doppio            | Budge Patty 3-6 6-3 6-3 6-1                    | Jaroslav Drobný                                                             |               |                     |
| 28 luglio | Swiss International Championships 1957 Gstaad, Svizzera Singolare - Doppio            |                                                |                                                                             |               |                     |
| 28 luglio | Pennsylvania Lawn Tennis Championship 1957 Haverford, USA Singolare - Doppio          | Ashley Cooper 6-3 7-9 6-4 7-5                  | Vic Seixas                                                                  |               |                     |
| 28 luglio | Pennsylvania Lawn Tennis Championship 1957 Haverford, USA Singolare - Doppio          |                                                |                                                                             |               |                     |

### Agosto
| Settimana | Torneo                                                                            | Vincitore                                      | Finalista                                                                  | Semifinalisti | Eliminati ai quarti |
| --------- | --------------------------------------------------------------------------------- | ---------------------------------------------- | -------------------------------------------------------------------------- | ------------- | ------------------- |
| agosto    | Intermountain Championships 1957 Salt Lake City, USA Singolare - Doppio           | Gardnar Mulloy 6-2 6-3 6-1                     | Linn Roy Rockwood                                                          |               |                     |
| agosto    | Intermountain Championships 1957 Salt Lake City, USA Singolare - Doppio           |                                                |                                                                            |               |                     |
| 3 agosto  | Torneo di Bedford 1957 Bedford, Gran Bretagna Singolare - Doppio                  | Gerald D. Oakley 6-4 7-5                       | Peter B. Frankland                                                         |               |                     |
| 3 agosto  | Torneo di Bedford 1957 Bedford, Gran Bretagna Singolare - Doppio                  |                                                |                                                                            |               |                     |
| 3 agosto  | Masters Pro Championships 1957 Los Angeles, USA Cemento Singolare - Doppio        | Pancho Gonzales Round Robin                    | Ken Rosewall Frank Sedgman Lew Hoad Dinny Pails Pancho Segura Tony Trabert |               |                     |
| 3 agosto  | Masters Pro Championships 1957 Los Angeles, USA Cemento Singolare - Doppio        | Tony Trabert Frank Sedgman Round Robin         | Pancho Gonzales Ken Rosewall                                               |               |                     |
| 4 agosto  | Southampton Invitation 1957 Southampton, USA Singolare - Doppio                   | Roy Emerson 10-8 1-0 ritiro                    | Whitney Reed                                                               |               |                     |
| 4 agosto  | Southampton Invitation 1957 Southampton, USA Singolare - Doppio                   |                                                |                                                                            |               |                     |
| 4 agosto  | Slazenger Pro Championships 1957 Scarborough, Gran Bretagna Singolare - Doppio    | George Worthington 6-8 3-6 8-6 6-3 6-2         | Peter Cawthorn                                                             |               |                     |
| 4 agosto  | Slazenger Pro Championships 1957 Scarborough, Gran Bretagna Singolare - Doppio    | George Worthington Peter Cawthorn 11-9 6-1 7-5 | A. Contet Jacques Iemetti                                                  |               |                     |
| 10 agosto | Torneo di Framlingham 1957 Framlingham, Gran Bretagna Singolare - Doppio          | Peter B. Frankland 4-6 6-0 6-1                 | Anthony J. Clayton                                                         |               |                     |
| 10 agosto | Torneo di Framlingham 1957 Framlingham, Gran Bretagna Singolare - Doppio          |                                                |                                                                            |               |                     |
| 11 agosto | German Championships 1957 Amburgo, Germania Singolare - Doppio                    | Mervyn Rose 6-3 6-0 6-1                        | Pierre Darmon                                                              |               |                     |
| 11 agosto | German Championships 1957 Amburgo, Germania Singolare - Doppio                    |                                                |                                                                            |               |                     |
| 11 agosto | Canadian Championships 1957 Montréal, Canada Singolare - Doppio                   | Robert Bedard 6-1 1-6 6-2 6-4                  | Ramanathan Krishnan                                                        |               |                     |
| 11 agosto | Canadian Championships 1957 Montréal, Canada Singolare - Doppio                   | Robert Bédard Don Fontana 14-10, 6-3, 12-10    | Armando Vieira Carlos Fernandes                                            |               |                     |
| 11 agosto | Eastern Grass Court Championships 1957 South Orange, USA Singolare - Doppio       | Dick Savitt 6-4 6-4 1-6 8-6                    | Vic Seixas                                                                 |               |                     |
| 11 agosto | Eastern Grass Court Championships 1957 South Orange, USA Singolare - Doppio       |                                                |                                                                            |               |                     |
| 17 agosto | Torneo di Cranleigh 1957 Cranleigh, Gran Bretagna Singolare - Doppio              | Peter B. Frankland 3-6 7-5 7-5                 | Alan Mills                                                                 |               |                     |
| 17 agosto | Torneo di Cranleigh 1957 Cranleigh, Gran Bretagna Singolare - Doppio              |                                                |                                                                            |               |                     |
| 17 agosto | British Pro Championships 1957 Eastbourne, Gran Bretagna Singolare - Doppio       | George Worthington 6-4 6-4 1-6 1-6 6-1         | Bill Moss                                                                  |               |                     |
| 17 agosto | British Pro Championships 1957 Eastbourne, Gran Bretagna Singolare - Doppio       | George Worthington Bill Moss 6-1 6-1 6-2       | M. Evans J.S. Pannell                                                      |               |                     |
| 18 agosto | Newport Casino Trophy 1957 Newport, USA Singolare - Doppio                        | Malcolm Anderson 4-6 6-1 6-4 1-6 6-2           | Mike Davies                                                                |               |                     |
| 18 agosto | Newport Casino Trophy 1957 Newport, USA Singolare - Doppio                        |                                                |                                                                            |               |                     |
| 20 agosto | Torneo di Bad Neuenahr 1957 Bad Neuenahr, Germania Singolare - Doppio             | Jaroslav Drobný 6-1 4-6 6-4                    | Pierre Darmon                                                              |               |                     |
| 20 agosto | Torneo di Bad Neuenahr 1957 Bad Neuenahr, Germania Singolare - Doppio             |                                                |                                                                            |               |                     |
| 24 agosto | North of England Championships 1957 Scarborough, Gran Bretagna Singolare - Doppio | Alan Mills 7-5 3-6 6-3                         | Colin Hannam                                                               |               |                     |
| 24 agosto | North of England Championships 1957 Scarborough, Gran Bretagna Singolare - Doppio |                                                |                                                                            |               |                     |
| 25 agosto | Istanbul International Championships 1957 Istanbul, Turchia Singolare - Doppio    | Luis Ayala 4-6 6-4 6-4                         | Francisco Contreras                                                        |               |                     |
| 25 agosto | Istanbul International Championships 1957 Istanbul, Turchia Singolare - Doppio    |                                                |                                                                            |               |                     |
| 26 agosto | Torneo di Gympie 1957 Gympie, Australia Singolare - Doppio                        | Francis Gorman 6-4 7-5                         | R. Brant                                                                   |               |                     |
| 26 agosto | Torneo di Gympie 1957 Gympie, Australia Singolare - Doppio                        |                                                |                                                                            |               |                     |
| 30 agosto | Westchester Country Club Championships 1957 Rye, USA Singolare - Doppio           | Dick Savitt 3-6 6-1 6-4                        | Kurt Nielsen                                                               |               |                     |
| 30 agosto | Westchester Country Club Championships 1957 Rye, USA Singolare - Doppio           |                                                |                                                                            |               |                     |

### Settembre
| Settimana    | Torneo                                                                                            | Vincitore                                     | Finalista                  | Semifinalisti               | Eliminati ai quarti                                  |
| ------------ | ------------------------------------------------------------------------------------------------- | --------------------------------------------- | -------------------------- | --------------------------- | ---------------------------------------------------- |
| settembre    | Southern Transvaal Championships 1957 Johannesburg, Sudafrica Singolare - Doppio                  | Eric Sturgess 6-3 6-3 6-3                     | Gordon Forbes              |                             |                                                      |
| settembre    | Southern Transvaal Championships 1957 Johannesburg, Sudafrica Singolare - Doppio                  |                                               |                            |                             |                                                      |
| 1º settembre | Brumana International 1957 Brummana, Libano Singolare - Doppio                                    | Roger Becker 3-6 3-6 6-4 6-2 6-1              | Mervyn Rose                |                             |                                                      |
| 1º settembre | Brumana International 1957 Brummana, Libano Singolare - Doppio                                    |                                               |                            |                             |                                                      |
| 2 settembre  | Pörtschach International Championships 1957 Pörtschach am Wörther See, Austria Singolare - Doppio | Jaroslav Drobný 9-7 6-4 2-6 6-1               | Giuseppe Merlo             |                             |                                                      |
| 2 settembre  | Pörtschach International Championships 1957 Pörtschach am Wörther See, Austria Singolare - Doppio |                                               |                            |                             |                                                      |
| 3 settembre  | Eastern Mediterranean Championships 1957 Atene, Grecia Singolare - Doppio                         | Kurt Nielsen 9-11 6-2 6-2 6-3                 | Sven Davidson              |                             |                                                      |
| 3 settembre  | Eastern Mediterranean Championships 1957 Atene, Grecia Singolare - Doppio                         |                                               |                            |                             |                                                      |
| 8 settembre  | Torneo di Roma 1957 Roma, Australia Singolare - Doppio                                            | Ken Fletcher 8-10 6-4 6-1                     | R. Brant                   |                             |                                                      |
| 8 settembre  | Torneo di Roma 1957 Roma, Australia Singolare - Doppio                                            |                                               |                            |                             |                                                      |
| 8 settembre  | Torneo di Baden-Baden 1957 Baden Baden, Germania Singolare - Doppio                               | Giuseppe Merlo 6-3 5-7 6-4 2-6 6-4            | Alfred Huber               |                             |                                                      |
| 8 settembre  | Torneo di Baden-Baden 1957 Baden Baden, Germania Singolare - Doppio                               |                                               |                            |                             |                                                      |
| 8 settembre  | U.S. National Championships 1957 New York, USA Singolare - Doppio                                 | Malcolm Anderson 10-8 7-5 6-4                 | Ashley Cooper              |                             |                                                      |
| 8 settembre  | U.S. National Championships 1957 New York, USA Singolare - Doppio                                 | Ashley Cooper Neale Fraser 4-6, 6-3, 9-7, 6-3 | Gardnar Mulloy Budge Patty |                             |                                                      |
| 8 settembre  | Perth Amboy Invitation 1957 Perth Amboy, USA Singolare - Doppio                                   | Whitney Reed 6-1 7-5                          | Mike Franks                |                             |                                                      |
| 8 settembre  | Perth Amboy Invitation 1957 Perth Amboy, USA Singolare - Doppio                                   |                                               |                            |                             |                                                      |
| 15 settembre | Sydney Metropolitan Hard Court Championships 1957 Sydney, Australia Singolare - Doppio            | Graham Lovett 6-8 6-4 6-2                     | Geoff Brown                |                             |                                                      |
| 15 settembre | Sydney Metropolitan Hard Court Championships 1957 Sydney, Australia Singolare - Doppio            |                                               |                            |                             |                                                      |
| 17 settembre | South of England Championships 1957 Eastbourne, Gran Bretagna Singolare - Doppio                  | Reg Bennett 6-3 6-2                           | Goeff Owen                 |                             |                                                      |
| 17 settembre | South of England Championships 1957 Eastbourne, Gran Bretagna Singolare - Doppio                  |                                               |                            |                             |                                                      |
| 22 settembre | Pacific Southwest Championships 1957 Los Angeles, USA Singolare - Doppio                          | Vic Seixas 9-7 6-3 6-4                        | Gilbert Shea               |                             |                                                      |
| 22 settembre | Pacific Southwest Championships 1957 Los Angeles, USA Singolare - Doppio                          |                                               |                            |                             |                                                      |
| 28 settembre | London Pro Indoor Championships 1957 Londra, Gran Bretagna Parquet indoor Singolare - Doppio      | Ken Rosewall 1-6 6-3 6-4 3-6 6-4              | Pancho Segura              | Jack Kramer Pancho Gonzales | Bill Moss Lew Hoad George Worthington Peter Cawthorn |
| 28 settembre | London Pro Indoor Championships 1957 Londra, Gran Bretagna Parquet indoor Singolare - Doppio      | Lew Hoad Ken Rosewall 3-6 6-8 6-2 6-1 6-2     | Pancho Segura Jack Kramer  | Jack Kramer Pancho Gonzales | Bill Moss Lew Hoad George Worthington Peter Cawthorn |
| 29 settembre | Pacific Coast Championships 1957 Berkeley, USA Singolare - Doppio                                 | Sven Davidson 7-5 0-6 6-1 6-4                 | Vic Seixas                 |                             |                                                      |
| 29 settembre | Pacific Coast Championships 1957 Berkeley, USA Singolare - Doppio                                 | Kurt Nielsen Robert Howe 4-6, 22-20, 6-3      | Sven Davidson Luis Ayala   |                             |                                                      |
| 29 settembre | Portuguese International Championships 1957 Lisbona, Portogallo Singolare - Doppio                | Jack Arkinstall 6-1 6-3 5-7 6-2               | Juan Manuel Couder         |                             |                                                      |
| 29 settembre | Portuguese International Championships 1957 Lisbona, Portogallo Singolare - Doppio                |                                               |                            |                             |                                                      |

### Ottobre
| Settimana  | Torneo                                                                                      | Vincitore                    | Finalista                 | Semifinalisti | Eliminati ai quarti |
| ---------- | ------------------------------------------------------------------------------------------- | ---------------------------- | ------------------------- | ------------- | ------------------- |
| ottobre    | OFS Championships 1957 Bloemfontein, Sudafrica Singolare - Doppio                           | Owen Williams 6-4 6-3 6-4    | Gaetan Koenig             |               |                     |
| ottobre    | OFS Championships 1957 Bloemfontein, Sudafrica Singolare - Doppio                           |                              |                           |               |                     |
| ottobre    | Florida Closed Championships 1957 Delray Beach, USA Singolare - Doppio                      | Ben Sobieraj                 | non conosciuta (bandiera) |               |                     |
| ottobre    | Florida Closed Championships 1957 Delray Beach, USA Singolare - Doppio                      |                              |                           |               |                     |
| 6 ottobre  | Torneo di Riverside 1957 (Press-Enterprise Tournament) Riverside, USA Singolare - Doppio    | Noel Brown 6-3 10-8          | Myron Franks              |               |                     |
| 6 ottobre  | Torneo di Riverside 1957 (Press-Enterprise Tournament) Riverside, USA Singolare - Doppio    |                              |                           |               |                     |
| 7 ottobre  | ACT Championships 1957 Canberra, Australia Singolare - Doppio                               | Warren Woodcock 6-4 7-5      | Ken Binns                 |               |                     |
| 7 ottobre  | ACT Championships 1957 Canberra, Australia Singolare - Doppio                               |                              |                           |               |                     |
| 13 ottobre | Glen Iris Invitational 1957 Melbourne, Australia Singolare - Doppio                         | Brian Tobin 6-1 8-10 6-0     | Wayne Reid                |               |                     |
| 13 ottobre | Glen Iris Invitational 1957 Melbourne, Australia Singolare - Doppio                         |                              |                           |               |                     |
| 13 ottobre | Pan American International Championships 1957 Città del Messico, Messico Singolare - Doppio | Luis Ayala 6-4 6-4 6-4       | Robert Howe               |               |                     |
| 13 ottobre | Pan American International Championships 1957 Città del Messico, Messico Singolare - Doppio |                              |                           |               |                     |
| 13 ottobre | Torneo di Southport 1957 Southport, Australia Singolare - Doppio                            | Malcolm Anderson 6-4 3-6 6-4 | Roy Emerson               |               |                     |
| 13 ottobre | Torneo di Southport 1957 Southport, Australia Singolare - Doppio                            |                              |                           |               |                     |
| 19 ottobre | Sydney Metropolitan Grass Court Championships 1957 Sydney, Australia Singolare - Doppio     | Graham Lovett 6-3 6-1        | Geoff Brown               |               |                     |
| 19 ottobre | Sydney Metropolitan Grass Court Championships 1957 Sydney, Australia Singolare - Doppio     |                              |                           |               |                     |
| 20 ottobre | Queensland Hard Court Championships 1957 Rockhampton, Australia Singolare - Doppio          | Roy Emerson 6-3 6-3          | Neil Gibson               |               |                     |
| 20 ottobre | Queensland Hard Court Championships 1957 Rockhampton, Australia Singolare - Doppio          |                              |                           |               |                     |

### Novembre
| Settimana   | Torneo                                                                                  | Vincitore                                     | Finalista                  | Semifinalisti                | Eliminati ai quarti                                   |
| ----------- | --------------------------------------------------------------------------------------- | --------------------------------------------- | -------------------------- | ---------------------------- | ----------------------------------------------------- |
| 2 novembre  | Queensland Championships 1957 Brisbane, Australia Singolare - Doppio                    | Roy Emerson 6-3 6-2 6-2                       | Neale Fraser               |                              |                                                       |
| 2 novembre  | Queensland Championships 1957 Brisbane, Australia Singolare - Doppio                    |                                               |                            |                              |                                                       |
| 9 novembre  | Argentina International Championships 1957 Buenos Aires, Argentina Singolare - Doppio   | Luis Ayala 6-8 6-4 6-2 6-2                    | Enrique Morea              |                              |                                                       |
| 9 novembre  | Argentina International Championships 1957 Buenos Aires, Argentina Singolare - Doppio   |                                               |                            |                              |                                                       |
| 9 novembre  | Palace Hotel Covered Court Championships 1957 Torquay, Gran Bretagna Singolare - Doppio | Bobby Wilson 6-4 6-3                          | Gerald D. Oakley           |                              |                                                       |
| 9 novembre  | Palace Hotel Covered Court Championships 1957 Torquay, Gran Bretagna Singolare - Doppio |                                               |                            |                              |                                                       |
| 11 novembre | Coupe Albert Canet 1957 Parigi, Francia Singolare - Doppio                              | Jaroslav Drobný 6-3 10-8 6-1                  | Paul Remy                  |                              |                                                       |
| 11 novembre | Coupe Albert Canet 1957 Parigi, Francia Singolare - Doppio                              |                                               |                            |                              |                                                       |
| 16 novembre | New South Wales Championships 1957 Sydney, Australia Singolare - Doppio                 | Ashley Cooper 6-4, 6-3, 6-3                   | Neale Fraser               | Mervyn Rose Malcolm Anderson | Warren Woodcock Roy Emerson Trevor Fancutt Vic Seixas |
| 16 novembre | New South Wales Championships 1957 Sydney, Australia Singolare - Doppio                 | Malcolm Anderson Mervyn Rose 6-4 6-4 9-11 6-2 | Ashley Cooper Neale Fraser | Mervyn Rose Malcolm Anderson | Warren Woodcock Roy Emerson Trevor Fancutt Vic Seixas |
| 24 novembre | Perth Spring Tournament 1957 Perth, Australia Singolare - Doppio                        | Clive Wilderspin 6-3 6-3 6-0                  | Aleck Bridge               |                              |                                                       |
| 24 novembre | Perth Spring Tournament 1957 Perth, Australia Singolare - Doppio                        |                                               |                            |                              |                                                       |
| 24 novembre | Chile International Championships 1957 Santiago, Cile Singolare - Doppio                | Luis Ayala 6-4 6-4 6-1                        | Mike Davies                |                              |                                                       |
| 24 novembre | Chile International Championships 1957 Santiago, Cile Singolare - Doppio                |                                               |                            |                              |                                                       |
| 25 novembre | Algeria International Championships 1957 Algeri, Algeria Singolare - Doppio             | Jaroslav Drobný 6-4 6-4                       | Antal Jancso               |                              |                                                       |
| 25 novembre | Algeria International Championships 1957 Algeri, Algeria Singolare - Doppio             |                                               |                            |                              |                                                       |
| 30 novembre | South Australian Championships 1957 Adelaide, Australia Singolare - Doppio              | Malcolm Anderson 7-5, 6-8, 4-6, 6-2, 6-4      | Mervyn Rose                | Ashley Cooper Neale Fraser   | Rod Laver Jacques Brichant Vic Seixas Roy Emerson     |
| 30 novembre | South Australian Championships 1957 Adelaide, Australia Singolare - Doppio              |                                               |                            | Ashley Cooper Neale Fraser   | Rod Laver Jacques Brichant Vic Seixas Roy Emerson     |

### Dicembre
| Settimana   | Torneo                                                                    | Vincitore                         | Finalista           | Semifinalisti | Eliminati ai quarti |
| ----------- | ------------------------------------------------------------------------- | --------------------------------- | ------------------- | ------------- | ------------------- |
| 14 dicembre | Victorian Championships 1957 Melbourne, Australia Singolare - Doppio      | Malcolm Anderson 6-4 10-8 1-6 7-5 | Ashley Cooper       |               |                     |
| 14 dicembre | Victorian Championships 1957 Melbourne, Australia Singolare - Doppio      |                                   |                     |               |                     |
| 15 dicembre | Punjab Championships 1957 Amritsar, India Singolare - Doppio              | Ramanathan Krishnan 6-4 6-4 6-2   | William Knight      |               |                     |
| 15 dicembre | Punjab Championships 1957 Amritsar, India Singolare - Doppio              |                                   |                     |               |                     |
| 15 dicembre | US Hard Court Championships 1957 La Jolla, USA Singolare - Doppio         | Tom Brown 6-2 6-2                 | Whitney Reed        |               |                     |
| 15 dicembre | US Hard Court Championships 1957 La Jolla, USA Singolare - Doppio         |                                   |                     |               |                     |
| 27 dicembre | Royal South Yarra Tournament 1957 Melbourne, Australia Singolare - Doppio | Anthony J. Ryan 6-4 6-4           | John Fraser         |               |                     |
| 27 dicembre | Royal South Yarra Tournament 1957 Melbourne, Australia Singolare - Doppio |                                   |                     |               |                     |
| 29 dicembre | Sugar Bowl Invitation 1957 New Orleans, USA Singolare - Doppio            | Tom Brown 6-1 6-4 7-5             | Bernard Tut Bartzen |               |                     |
| 29 dicembre | Sugar Bowl Invitation 1957 New Orleans, USA Singolare - Doppio            |                                   |                     |               |                     |

## Senza Data
| Settimana | Torneo                                                         | Vincitore  | Finalista                 | Semifinalisti | Eliminati ai quarti |
| --------- | -------------------------------------------------------------- | ---------- | ------------------------- | ------------- | ------------------- |
|           | Hawaii Pro Championships 1957 Honolulu, USA Singolare - Doppio | G. Peebles | non conosciuta (bandiera) |               |                     |
|           | Hawaii Pro Championships 1957 Honolulu, USA Singolare - Doppio |            |                           |               |                     |

## Pro tour
Nel corso dell'anno si giocarono diversi tornei che facevano parte dei pro tour: un insieme di tornei composti da pochi partecipanti: da 2, 4 o 6 giocatori in cui i migliori tennisti si sfidavano in scontri diretti in varie località. Il vincitore del tour era il tennista che aveva un vantaggio nei testa a testa con gli altri giocatori.
| Data                              | Località                                   | Nome del tour              | Partecipanti                                                                      |
| --------------------------------- | ------------------------------------------ | -------------------------- | --------------------------------------------------------------------------------- |
| gennaio 1957 maggio 1957          | Australia Nuova Zelanda Stati Uniti Canada | World Pro Tour 1957        | 1) Pancho Gonzales 50-26 2) Ken Rosewall 26-50                                    |
| 17 ottobre 1957 11 novembre 1957  | Sudafrica                                  | South Africa Pro Tour 1957 | 1) Ken Rosewall 10-8 2) Jack Kramer 9-9 3) Lew Hoad 9-9 4) Pancho Segura 8-10     |
| 15 novembre 1957 24 novembre 1957 | Estremo Oriente                            | Far East Pro Tour 1957     | 1) Pancho Segura 3-0 2) Lew Hoad 2-1 3) Ken Rosewall 1-2 4) Jack Kramer 0-3       |
| 29 novembre 1957 dicembre 1957    | Australia                                  | Australian Pro Tour 1957   | 1) Ken Rosewall 15-5 2) Lew Hoad 12-8 3) Frank Sedgman 8-12 4) Pancho Segura 5-15 |